# رشته‌کوه ساحلی مکران

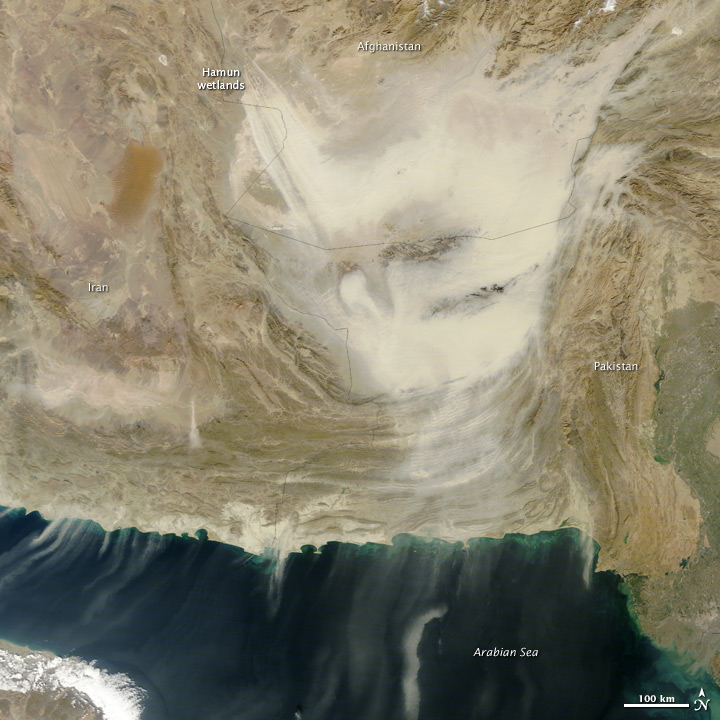
طوفان گرد و غبار افغانستان در رشته‌کوه ساحلی مکران، رشته‌کوه مرکزی مکران و رشته‌کوه سلیمان در پاکستان.

رشته‌کوه ساحلی مکران رشته‌کوهی در منطقه مکران در بخش جنوب‌شرقی ایالت بلوچستان پاکستان است. رشته‌کوه ساحلی مکران یکی از سه رشته‌کوه در مجموعه رشته‌کوه‌های این منطقه است. ارتفاع این محدوده به حدود ۱۵۰۰ متر (۴۹۰۰ فوت) می‌رسد.

## زمین‌شناسی
بخش عمده رشته‌کوه ساحلی مکران از سنگ آهک و ماسه‌سنگ تشکیل شده‌است. این رشته‌کوه زمانی که صفحه شمال غربی هند با صفحه آسیا برخورد کرد، شکل گرفت.

## رشته‌کوه‌های مجاور
در بلوچستان سه رشته‌کوه اصلی وجود دارد:
- رشته‌کوه ساحلی مکران، ارتفاع تا حدود ۱۵۰۰ متر (۴۹۰۰ فوت)
- رشته‌کوه مرکزی مکران، ارتفاع ۲۰۰۰ تا ۳۰۰۰ متر (۶۶۰۰ تا ۹۸۰۰ فوت)
- رشته‌کوه سیاهان، ارتفاع ۱۰۰۰ تا ۲۰۰۰ متر (۳۳۰۰ تا ۶۶۰۰ فوت)